# Арнаутов Роман Степанович
Роман Степанович Арнаутов (нар. 1900, село Болгарщина Феодосійського повіту Таврійської губернії, тепер у складі міста Старий Крим Кіровського району Автономної Республіки Крим — ?) — радянський діяч, голова колгоспу «Организованный труд» Кіровського району Кримської АРСР. Депутат Верховної Ради СРСР 1-го скликання.

## Біографія
Народився в селянській болгарській родині.
До 1938 року — голова колгоспу «Организованный труд» Кіровського району Кримської АРСР.
З 1938 працював завідувачем Кіровського районного земельного відділу Кримської АРСР. 
Під час німецько-радянської війни проживав в окупованому німецькими військами Криму.
У 1944 році був заарештований органами НКВС СРСР, засуджений на п'ять років. У 1949 році засуджений до спецпоселення в Бердюжському районі Тюменської області. Звільнений 29 травня 1953 року.
Після звільнення — голова колгоспу в селі Мелехіно Бердюжського району Тюменської області.
Реабілітований 31 серпня 1995 року.